# Billet de 500 francs Chateaubriand
Pour les articles homonymes, voir 500 francs.
Recto
Verso
Chronologie
500 francs La Paix
500 francs Colbert (non émis) 500 francs Victor Hugo
Le 500 francs Chateaubriand est un billet de banque français créé le 19 juillet 1945, émis à partir du 20 mai 1946 par la Banque de France pour succéder au 500 francs La Paix. Il sera remplacé par le 500 francs Victor Hugo.

## Historique
Ce billet est le premier de la nouvelle série « personnalités et métiers » décidée par le Conseil général de la Banque de France en 1945 (ici, l'écrivain François-René de Chateaubriand) et qui comprend aussi le 100 francs Jeune Paysan et le 50 francs Le Verrier : elle adopte un graphisme inspiré de l'Art déco, ajoutant une pointe de modernité à la ligne des billets de banque français. Il faudra attendre la dernière série, celle de 1992 conçue par Roger Pfund pour retrouver un tel esprit.
Une commande pour un billet de 500 francs figurant Colbert qui avait été dessiné par Lucien Jonas en 1943 et comportant au verso une femme casquée ne fut jamais émis.
Il est à noter qu'à compter du 4 juin 1945, les Français eurent douze jours pour échanger toutes leurs anciennes coupures supérieures à 50 francs : on chercha ainsi à se débarrasser des billets émis pendant l'Occupation mais aussi des billets drapeaux et autres monnaies de nécessité. En attendant que la nouvelle série fut prête, la Banque de France remettait des coupures dites de réserve, le 300 francs Clément Serveau et le 5000 francs Union française. Cette opération permit en fin de compte de liquider les fonds issus du marché noir.
Imprimé de 1945 à juillet 1953, ce billet est progressivement retiré de la circulation à compter du 12 octobre 1954, remplacé par le 500 francs Victor Hugo.
Il cesse d'avoir cours légal le 1er janvier 1963 après avoir été émis à 365 000 000 exemplaires.

## Description
Il fut peint par Robert Poughéon dans des tons polychromes à dominante violet-jaune et fut gravé par André Marliat (recto) et Robert Armanelli (verso).
Au recto : le portrait de Chateaubriand inspiré, appuyé sur une lyre. Dans de petits cartouches verticaux à fond violet sont cités les titres de trois œuvres de l'écrivain : Le dernier des Abencérages, René, et Les Martyrs.
Au verso : pour rappeler l'inspiration du romancier, deux muses méditatives autour d'une stèle sur laquelle est gravé l'article 139. Dans de petits cartouches verticaux à fond violet sont cités les titres de quatre œuvres de l'écrivain : Atala, Le Génie du Christianisme, Mémoires d'outre-tombe et Les Natchez.
Le filigrane blanc représente une tête de femme de profil et regardant vers le haut.
Les dimensions sont de 141 × 92 mm.